# Squadra rumena di Coppa Davis
La squadra rumena di Coppa Davis rappresenta la Romania nella Coppa Davis, ed è posta sotto l'egida della Federaţia Română de Tenis.
La squadra partecipa alla competizione dal 1922, ma non ha mai vinto la manifestazione. Ha raggiunto infatti la finale in tre occasioni, nel 1969, 1971 e 1972, perdendo in tutte e tre le occasioni contro lo stesso avversario, gli Stati Uniti.

## Organico 2019
Vengono di seguito illustrati i convocati per ogni singolo turno della Coppa Davis 2019. A sinistra dei nomi la nazione affrontata e il risultato finale. Fra parentesi accanto ai nomi, il ranking del giocatore nel momento della disputa degli incontri (la "d" indica che il ranking corrisponde alla specialità del doppio).
| Gruppo II - Playoff | Gruppo II - Playoff                                                                                       |
| Zimbabwe (4-1)      | Marius Copil (80) Dragoș Dima (327) Horia Tecău (33 d) Florin Mergea (441 d) Filip Cristian Jianu (f.r.*) |
| ------------------- | --- |

* f.r. = Fuori Ranking

## Risultati
= Incontro del Gruppo Mondiale

### 2010-2019
| Anno | Turno                      | Data             | Sede                 | Avversario  | Punteggio | Esito     |
| ---- | -------------------------- | ---------------- | -------------------- | ----------- | --------- | --------- |
| 2010 | Gruppo I, 2º Turno         | 7-9 maggio       | Bucarest (ROU)       | Ucraina     | 3–1       | Vittoria  |
| 2010 | Spareggi Gruppo Mondiale   | 17-19 settembre  | Bucarest (ROU)       | Ecuador     | 5–0       | Vittoria  |
| 2011 | Gruppo Mondiale, 1º Turno  | 4-6 marzo        | Buenos Aires (ARG)   | Argentina   | 1–4       | Sconfitta |
| 2011 | Spareggi Gruppo Mondiale   | 16-18 settembre  | Bucarest (ROU)       | Rep. Ceca   | 0–5       | Sconfitta |
| 2012 | Gruppo I, 2º Turno         | 6-8 aprile       | Amsterdam (NLD)      | Paesi Bassi | 0–5       | Sconfitta |
| 2012 | Gruppo I, Playoff 1º Turno | 14-16 settembre  | Cluj-Napoca (ROU)    | Finlandia   | 3–2       | Vittoria  |
| 2013 | Gruppo I, 1º Turno         | 1-3 febbraio     | Cluj-Napoca (ROU)    | Danimarca   | 5–0       | Vittoria  |
| 2013 | Gruppo I, Playoff 1º Turno | 5-7 aprile       | Brașov (ROU)         | Paesi Bassi | 0–5       | Sconfitta |
| 2014 | Gruppo I, 1º Turno         | 31 gen. - 2 feb. | Dnipro (UKR)         | Ucraina     | 1–3       | Sconfitta |
| 2014 | Gruppo I, Playoff 1º Turno | 12-14 settembre  | Bucarest (ROU)       | Svezia      | 3–1       | Vittoria  |
| 2015 | Gruppo I, 1º Turno         | 6-8 marzo        | Sibiu (ROU)          | Israele     | 5–0       | Vittoria  |
| 2015 | Gruppo I, 2º Turno         | 17-19 luglio     | Costanza (ROU)       | Slovacchia  | 2–3       | Sconfitta |
| 2016 | Gruppo I, 1º Turno         | 4-6 marzo        | Arad (ROU)           | Slovenia    | 4–1       | Vittoria  |
| 2016 | Gruppo I, 2º Turno         | 15-17 luglio     | Cluj-Napoca (ROU)    | Spagna      | 1–4       | Sconfitta |
| 2017 | Gruppo I, 1º Turno         | 3-5 febbraio     | Minsk (BLR)          | Bielorussia | 2–3       | Sconfitta |
| 2017 | Gruppo I, Playoff 1º Turno | 15-17 settembre  | Wels (AUT)           | Austria     | 1–4       | Sconfitta |
| 2017 | Gruppo I, Playoff 2º Turno | 27-29 ottobre    | Ramat HaSharon (ISR) | Israele     | 0–5       | Sconfitta |
| 2018 | Gruppo II, 1º Turno        | 2-3 febbraio     | Piatra Neamț (ROU)   | Lussemburgo | 4–1       | Vittoria  |
| 2018 | Gruppo II, 2º Turno        | 2-3 febbraio     | Cluj-Napoca (ROU)    | Marocco     | 5–0       | Vittoria  |
| 2018 | Gruppo II, Playoff         | 15-16 settembre  | Cluj-Napoca (ROU)    | Polonia     | 2–3       | Sconfitta |
| 2019 | Gruppo II, Playoff         | 5-6 aprile       | Cluj-Napoca (ROU)    | Zimbabwe    | 4–1       | Vittoria  |

## Statistiche giocatori
Di seguito la classifica dei tennisti rumeni con almeno una partecipazione in Coppa Davis, ordinati in base al numero di vittorie. In caso di parità si tiene conto del maggior numero di incontri disputati; in caso di ulteriore parità viene dato più valore agli incontri in singolare; come quarto e ultimo criterio viene considerata la data d'esordio. In grassetto quelli tuttora in attività.

Aggiornato alla Coppa Davis 2025 (Romania-Bulgaria 1-3).
| #  | Tennista                | Singolare | Doppio | Totale |
| -- | ----------------------- | --------- | ------ | ------ |
| 1  | Ilie Năstase            | 74-22     | 35-15  | 109-37 |
| 2  | Ion Țiriac              | 40-28     | 30-11  | 70-39  |
| 3  | Andrei Pavel            | 32-15     | 8-7    | 40-22  |
| 4  | Florin Segărceanu       | 23-15     | 15-10  | 38-25  |
| 5  | Marius Copil            | 19-12     | 6-6    | 25-18  |
| 6  | Horia Tecău             | 0-2       | 20-9   | 20-11  |
| 7  | Victor Hănescu          | 14-16     | 2-5    | 16-21  |
| 8  | Florin Mergea           | 1-2       | 12-5   | 13-7   |
| 9  | Adrian Ungur            | 12-14     | 0-0    | 12-14  |
| 10 | Adrian Marcu            | 12-12     | 0-2    | 12-14  |
| 11 | Andrei Dîrzu            | 4-12      | 7-5    | 11-17  |
| 12 | Dinu Pescariu           | 9-8       | 1-3    | 10-11  |
| 13 | Adrian Voinea           | 10-8      | 0-0    | 10-8   |
| 14 | George Cosac            | 1-6       | 8-8    | 9-14   |
| 15 | Gheorghe Viziru         | 7-7       | 1-5    | 8-12   |
| 16 | Răzvan Sabău            | 8-10      | 0-1    | 8-11   |
| 17 | Nicolae Mișu            | 5-13      | 2-6    | 7-19   |
| 18 | Dumitru Hărădău         | 7-10      | 0-3    | 7-13   |
| 19 | Gabriel Trifu           | 0-4       | 7-8    | 7-12   |
| 20 | Toma Ovici              | 5-8       | 0-0    | 5-8    |
| 21 | Petre Marmureanu        | 3-3       | 2-0    | 5-3    |
| 22 | Victor Crivoi           | 4-8       | 0-0    | 4-8    |
| 23 | Cristea Caralulis       | 3-5       | 1-3    | 4-8    |
| 24 | Cezar Cretu             | 4-0       | 0-1    | 4-1    |
| 25 | Ghica Poulieff          | 1-9       | 2-3    | 3-12   |
| 26 | Filip Cristian Jianu    | 3-3       | 0-0    | 3-3    |
| 27 | Gavorielle-Traian Marcu | 1-2       | 2-1    | 3-3    |

| #  | Tennista             | Singolare | Doppio | Totale |
| -- | -------------------- | --------- | ------ | ------ |
| 28 | Ciprian Petre Porumb | 0-0       | 3-2    | 3-2    |
| 29 | Arnulf Schmidt       | 1-7       | 1-3    | 2-10   |
| 30 | Gheorghe Lupu        | 2-6       | 0-3    | 2-9    |
| 31 | Nicholas David Ionel | 2-4       | 0-0    | 2-4    |
| 32 | Nicolae Frunză       | 1-4       | 1-0    | 2-4    |
| 33 | Alexandru Bardan     | 2-2       | 0-1    | 2-3    |
| 34 | Gabi Adrian Boitan   | 2-2       | 0-1    | 2-3    |
| 35 | Dragoș Dima          | 2-2       | 0-0    | 2-2    |
| 36 | Viorel Marcu         | 1-0       | 1-1    | 2-1    |
| 37 | Constantin Năstase   | 1-5       | 0-1    | 1-6    |
| 38 | Bogdan Borza         | 1-2       | 0-1    | 1-3    |
| 39 | Laszlo Dorner        | 0-1       | 1-2    | 1-3    |
| 40 | Marian Viziru        | 0-0       | 1-3    | 1-3    |
| 41 | Ionel Sânteiu        | 0-0       | 1-2    | 1-2    |
| 42 | Mihai Vanta          | 1-1       | 0-0    | 1-1    |
| 43 | Victor Ioniță        | 1-0       | 0-1    | 1-1    |
| 44 | Tibor Reti           | 0-1       | 1-0    | 1-1    |
| 45 | Sever Dron           | 0-1       | 1-0    | 1-1    |
| 46 | Sever Mureşan        | 1-0       | 0-0    | 1-0    |
| 47 | Edris Fetisleam      | 1-0       | 0-0    | 1-0    |
| 48 | Victor Vlad Cornea   | 0-0       | 0-6    | 0-6    |
| 49 | Ionuț Moldovan       | 0-4       | 0-1    | 0-5    |
| 50 | Misu Stern           | 0-2       | 0-1    | 0-3    |
| 51 | Alfred San Galli     | 0-2       | 0-1    | 0-3    |
| 52 | I. Bunea             | 0-2       | 0-1    | 0-3    |

| #  | Tennista                | Singolare | Doppio | Totale |
| -- | ----------------------- | --------- | ------ | ------ |
| 53 | A. Cantacuzene          | 0-2       | 0-1    | 0-3    |
| 54 | Alexandru Hamburger     | 0-2       | 0-1    | 0-3    |
| 55 | Cornel Zacopceanu       | 0-2       | 0-0    | 0-2    |
| 56 | Viorel Sotiriu          | 0-2       | 0-0    | 0-2    |
| 57 | Petru-Alexandru Luncanu | 0-2       | 0-0    | 0-2    |
| 58 | Andrei Daescu           | 0-1       | 0-1    | 0-2    |
| 59 | Vasile Antonescu        | 0-1       | 0-1    | 0-2    |
| 60 | Alexandru Botez         | 0-1       | 0-0    | 0-1    |
| 61 | Eduard Pana             | 0-1       | 0-0    | 0-1    |
| 62 | Darius Florin Brăguși   | 0-1       | 0-0    | 0-1    |
| 63 | Luca Preda              | 0-1       | 0-0    | 0-1    |
| 64 | Stefan Georgescu        | 0-0       | 0-1    | 0-1    |
| 65 | Mihnea Năstase          | 0-0       | 0-1    | 0-1    |
| 66 | Adrian Cruciat          | 0-0       | 0-1    | 0-1    |
| 67 | Bogdan Pavel            | 0-0       | 0-1    | 0-1    |

## Andamento
La seguente tabella riflette l'andamento della squadra dal 1990 ad oggi. Le due colonne grigie indicano che la squadra non ha preso parte alla manifestazione in quegli anni.
| Pos.           | 90 | 91 | 92 | 93 | 94 | 95 | 96 | 97 | 98 | 99 | 00 | 01 | 02 | 03 | 04 | 05 | 06 | 07 | 08 | 09 | 10 | 11 | 12 | 13 | 14 | 15 | 16 | 17 | 18 | 19 |
| -------------- | -- | -- | -- | -- | -- | -- | -- | -- | -- | -- | -- | -- | -- | -- | -- | -- | -- | -- | -- | -- | -- | -- | -- | -- | -- | -- | -- | -- | -- | -- |
| Campione       |    |    |    |    |    |    |    |    |    |    |    |    |    |    |    |    |    |    |    |    |    |    |    |    |    |    |    |    |    |    |
| Finalista      |    |    |    |    |    |    |    |    |    |    |    |    |    |    |    |    |    |    |    |    |    |    |    |    |    |    |    |    |    |    |
| SF             |    |    |    |    |    |    |    |    |    |    |    |    |    |    |    |    |    |    |    |    |    |    |    |    |    |    |    |    |    |    |
| QF             |    |    |    |    |    |    |    |    |    |    |    |    |    |    |    |    |    |    |    |    |    |    |    |    |    |    |    |    |    |    |
| OF             |    |    |    |    |    |    |    |    |    |    |    |    |    |    |    |    |    |    |    |    |    |    |    |    |    |    |    |    |    |    |
| Qualificazioni | x  | x  | x  | x  | x  | x  | x  | x  | x  | x  | x  | x  | x  | x  | x  | x  | x  | x  | x  | x  | x  | x  | x  | x  | x  | x  | x  | x  | x  |    |
| Gruppo I       |    |    |    |    |    |    |    |    |    |    |    |    |    |    |    |    |    |    |    |    |    |    |    |    |    |    |    |    |    |    |
| Gruppo II      |    |    |    |    |    |    |    |    |    |    |    |    |    |    |    |    |    |    |    |    |    |    |    |    |    |    |    |    |    |    |
| Gruppo III     | x  | x  |    |    |    |    |    |    |    |    |    |    |    |    |    |    |    |    |    |    |    |    |    |    |    |    |    |    |    |    |
| Gruppo IV      | x  | x  | x  | x  | x  | x  | x  |    |    |    |    |    |    | x  |    |    |    |    |    |    | x  | x  | x  | x  | x  | x  | x  | x  | x  |    |

Legenda
- Campione: La squadra ha conquistato la Coppa Davis.
- Finalista: La squadra ha disputato e perso la finale.
- SF: La squadra è stata sconfitta in semifinale.
- QF: La squadra è stata sconfitta nei quarti di finale.
- OF: La squadra è stata sconfitta negli ottavi di finale (1º turno). Dal 2019 sostituito dal Round Robin.
- Qualificazioni: La squadra è stata sconfitta al turno di qualificazione. Istituito nel 2019.
- Gruppo I: La squadra ha partecipato al Gruppo I della propria zona di appartenenza.
- Gruppo II: La squadra ha partecipato al Gruppo II della propria zona di appartenenza.
- Gruppo III: La squadra ha partecipato al Gruppo III della propria zona di appartenenza.
- Gruppo IV: La squadra ha partecipato al Gruppo IV della propria zona di appartenenza.
- x: Ove presente, la x indica che in quel determinato anno, il Gruppo in questione non è esistito nella zona geografica di appartenenza della squadra.